# Panzerhaubitze 2000
Panzerhaubitze 2000, eller förkortat PzH 2000, är en 155 mm bandhaubits som utvecklats av Krauss-Maffei Wegmann (KMW) tillsammans med Rheinmetall för den tyska armén. Det är troligen det mest kraftfulla artillerisystemet som används idag. Haubitsen är speciellt känd för sin höga eldhastighet; i serieavfyrningsläge kan den avfyra tre skott på 9 sekunder, tio skott på 56 sekunder och kan avfyra mellan 1 och 3 skott per minut kontinuerligt beroende på eldrörets uppvärmning. PzH 2000 har även valts av de italienska, nederländska och grekiska arméerna.

## Användare

### Nuvarande användare
- Kroatien: 15 begagnade pjäser beställda från Tyskland för leverans under 2015–2016. Tolv pjäser är renoverade, och tre pjäser kommer användas som simulator och reservdelsobjekt. I köpet är utbildning, support och lastbilar inkluderade. Totalt värderas affären till 41 miljoner euro.[1][2] De första enheterna levererades 29 juli 2015.[3]
- Tyskland: 149 (Ursprungligen 185 pjäser, av dem 15 sålda till Kroatien och 21 till Litauen.)
- Grekland: 25
- Italien: 70
- Litauen: 21 begagnade pjäser beställda från Tyskland för leverans under 2015–2019. Av de 21 pjäserna kommer 16 användas operativt, resterande i utbildningssyfte samt som reservdelsobjekt. I affären ingår även 32 lastbilar och två Bergepanzer 2.[4]
- Nederländerna: 24 aktiva, 27 i reserv, 6 som utbildningsobjekt
- Qatar: 24 beställda,[5] leveranser skedde 2014 till 2015[6] och avslutades 2018.[7]
- Ukraina: År 2022, under den Ryska invasion av Ukraina, har 28 vagnar från Nederländerna, Italien och Tyskland överförts till Ukraina, med ammunition och utbildning på vagnarna, vilket skulle tillhandahållas av Tyskland.[8] Ukraina har angett att de skulle vilja köpa ytterligare 100 vagnar direkt från den tyska armén, vilket motsvarar nästan samtliga operativa vagnar. Den tyske förbundskanslern var tveksam eftersom detta skulle försvaga Tysklands NATO-åtaganden, fram tills tysk industri kunde ersätta de sålda vagnarna.[9] Februari 2024 ska Tyskland tillhandahålla ytterligare 18 st PzH 2000 och 18 st haubits RCH 155.

## Export
Ett antal nationer har testat och utvärderat systemet. En bidragande faktor till intresset för vapensystemet är den operativa räckvidden på drygt 420 km.
- Finland: Utvärderade systemet i ett testprogram tillsammans med 155mm SpGH ZUZANA och AS-90 "Braveheart". Utvärderingen avslutades 1998. På grund av kostnadseffektiviteten valdes ingen bandhaubits, utan istället det finländska alternativet 155 GH 52 APU.[10]
- Tyskland: Tyska marinen testade och utvärderade en modifierad pjäs, känd som MONARC, i syfte att monteras på fregatter.
- Sverige: Försvarsmakten och Försvarets materielverk hade i början av 2000-talet en mindre modifierad pjäs på lån. I syfte att testa och utvärdera systemet tillsammans med AS-90, för att kunna utvärdera och utveckla det svenska artilleriet. Panzerhaubitz 2000 hade flera fördelar i den svenska terrängen, men valdes bort som alternativt system, på grund av vikten och inköpspriset. Istället valdes Artillerisystem 08.